# Eagle in a Cage
Pour plus de détails, voir Fiche technique et Distribution.
Eagle in a Cage, litt. L'Aigle en Cage, est un film américano-britannique réalisé par Fielder Cook, sorti en 1972.

## Synopsis
Le film se concentre sur l'exil de Napoléon à Saint-Hélène mais prend plusieurs libertés par rapport à la réalité historique : Napoléon a plusieurs maîtresses ; son physique est svelte et sportif ; lors d'une tentative de fuite avec l'empereur déchu, le général Gourgaud est pendu ; à la conclusion, Napoléon est rappelé par le Foreign Office pour qu'il soit jugé et exécuté à Londres pour « crimes contre l'humanité », mais un émissaire secret veut ensuite le faire s'évader pour qu'il rentre à Paris, matte les troubles révolutionnaires en France et envahisse la Prusse devenue le nouvel ennemi de l'Europe, Napoléon allait accepter quand il est victime de troubles de l'estomac.

## Fiche technique
- Titre français : Eagle in a Cage
- Réalisation : Fielder Cook
- Scénario : Millard Lampell (en)
- Photographie : Frano Vodopivec
- Musique : Marc Wilkinson
- Pays de production :  États-Unis ;  Royaume-Uni
- Format : Couleurs - Mono
- Genre : Film dramatique
- Durée : 103 minutes
- Date de sortie : 1972

## Distribution
- John Gielgud : Lord Sissal
- Ralph Richardson : Sir Hudson Lowe
- Billie Whitelaw : Madame Bertrand
- Kenneth Haigh : Napoléon Bonaparte
- Moses Gunn : Général Gaspard Gourgaud
- Ferdy Mayne : Comte Bertrand
- Lee Montague : Cipriani
- Georgina Hale : Betty Balcombe

## Production
Le film es un remake de Eagle in a Cage, téléfilm Hallmark Hall of Fame de George Schaefer, diffusé en 1965 où Trevor Howard interprétait Napoléon. Cette dramatique télévisée est écrite par Millard Lampell (en) qui fut tardivement produite, l'auteur étant inscrit sur la liste noire de Hollywood en 1952.
Lampell annonça une production de son histoire au cinéma. Un premier projet devait être tourné à Rome en 1967 avec Albert Finney, Anouk Aimée et Robert Ryan mais ne se concrétise pas. 
Le film fut repris par Fielder Cook en 1969 avec un autre casting. Le tournage eu lieu près de Split et dans la forteresse de Klis en République Socialiste de Croatie.